# Joseph J. Russell

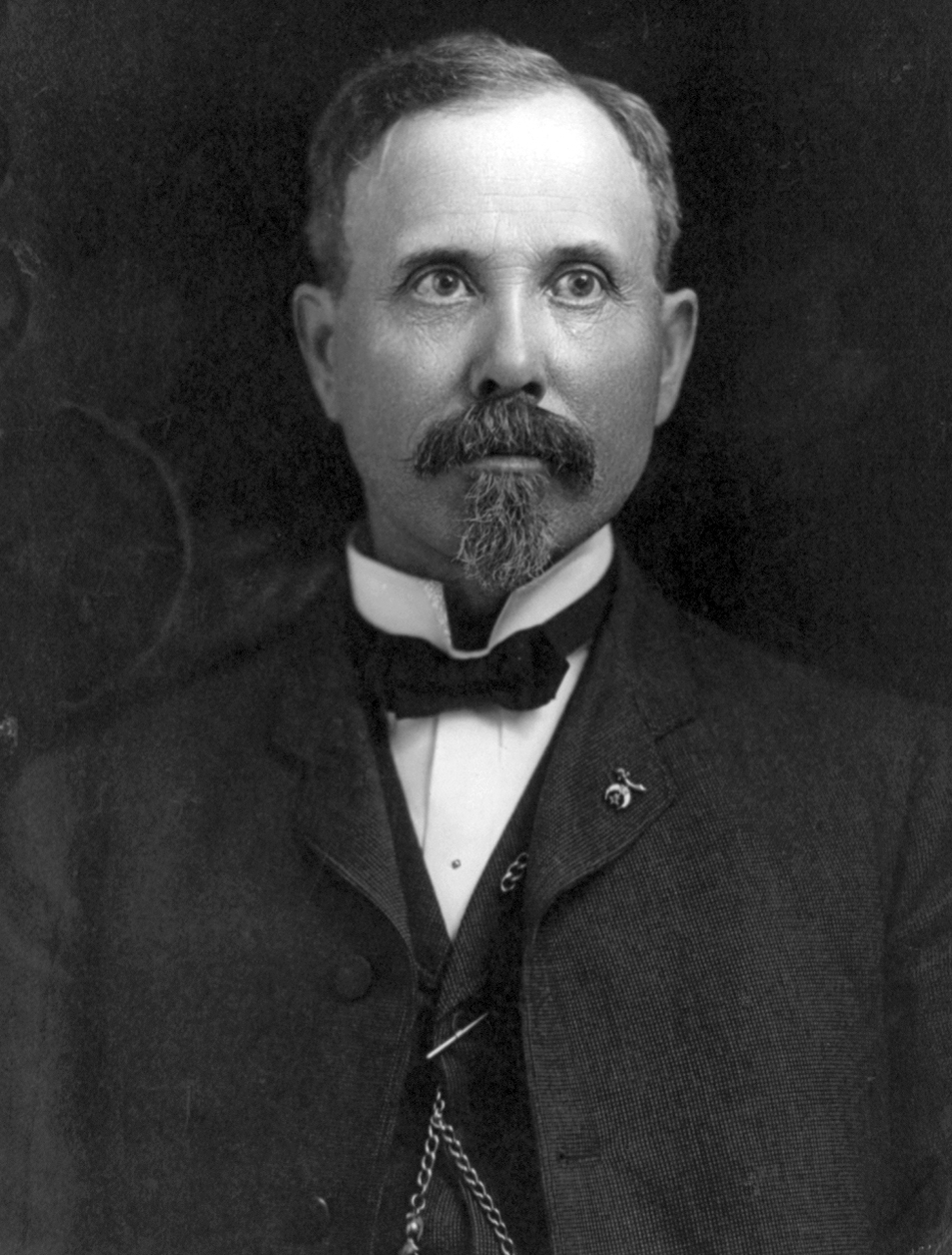
Joseph J. Russell

Joseph James Russell (* 23. August 1854 bei Charleston, Mississippi County, Missouri; † 22. Oktober 1922 ebenda) war ein US-amerikanischer Politiker. Zwischen 1907 und 1909 sowie nochmals von 1911 bis 1919 vertrat er den Bundesstaat Missouri im US-Repräsentantenhaus.

## Werdegang
Joseph Russell besuchte die öffentlichen Schulen seiner Heimat und die Charleston Academy. Nach einem anschließenden Jurastudium an der University of Missouri in Columbia und seiner 1880 erfolgten Zulassung als Rechtsanwalt begann er in Charleston in diesem Beruf zu arbeiten. Noch zuvor war er in den Jahren 1878 und 1879 Schulbeauftragter im Mississippi County. Zwischen 1880 und 1884 arbeitete Russell als Staatsanwalt. Gleichzeitig schlug er als Mitglied der Demokratischen Partei eine politische Laufbahn ein. Im Jahr 1884 nahm er als Delegierter an der Democratic National Convention in Chicago teil, auf der Grover Cleveland als Präsidentschaftskandidat nominiert wurde. Zwischen 1886 und 1890 saß Russell als Abgeordneter im Repräsentantenhaus von Missouri, dessen Präsident er zeitweise war.
Bei den Kongresswahlen des Jahres 1906 wurde er im 14. Wahlbezirk von Missouri in das US-Repräsentantenhaus in Washington, D.C. gewählt, wo er am 4. März 1907 die Nachfolge von William T. Tyndall antrat. Da er im Jahr 1908 dem Republikaner Charles A. Crow unterlag, konnte er bis zum 3. März 1909 zunächst nur eine Legislaturperiode im Kongress absolvieren. Bei den Wahlen des Jahres 1910 wurde Russell erneut im 14. Distrikt seines Staates in den Kongress gewählt, wo er am 4. März 1911 Crow wieder ablöste. Nach drei Wiederwahlen konnte er bis zum 3. März 1919 im US-Repräsentantenhaus verbleiben. In diese Zeit fiel unter anderem der Erste Weltkrieg. Im Jahr 1913 wurden der 16. und der 17. Verfassungszusatz ratifiziert.
1918 verzichtete Joseph Russell auf eine weitere Kongresskandidatur. Er starb am 22. Oktober 1922 in seiner Heimatstadt Charleston, wo er auch beigesetzt wurde.